# María Cervantes Balmori
María Eugenia Cervantes Balmori es una escritora, dramaturga y guionista mexicana. Ha realizado su carrera fundamentalmente en la televisión. Estudió la Licenciatura en Literatura Dramática y Teatro en la UNAM y formó parte de la primera generación del Centro de Capacitación de Escritores de Televisa. Ha participado como guionista, adaptadora, coautora y head writer en diversas producciones principalmente para Televisa.

## Trayectoria

### Telenovelas

#### Adaptaciones
- Mi pequeña traviesa (1997-1998) con Katia Rodríguez Estrada - Historia original de Abel Santa Cruz[1]
- Amor gitano (1999) con Katia Rodríguez Estrada - Historia original de Olga Ruilópez
- Primer amor (2000-2001) con Issa López - Historia original de Jorge Durán Chávez, René Muñoz y Edmundo Báez[2]
- Clase 406 (2002-2003) con Pedro Armando Rodríguez - Historia original de Diego Vivanco, Sandra Rita Paba y Ana María Parra[3]
- Rebelde (2004-2006) con Pedro Armando Rodríguez y Alejandra Romero Meza - Historia original de Cris Morena y Patricia Maldonado
- Lola, érase una vez (2007-2008) con Pedro Armando Rodríguez y Alejandra Romero Meza - Historia original de Cris Morena, Gabriela Fiore y Solange Keoleyan
- Verano de amor (2009) con Pedro Armando Rodríguez y Alejandra Romero Meza - Historia original de Cris Morena, Claudio Lacelli y José Ierfino
- Miss XV (2012) con Pedro Armando Rodríguez y Mariana Palos - Historia original de Jorge Durán Chávez, René Muñoz y Edmundo Báez
- Muchacha italiana viene a casarse (2014-2015) con Luis Mariani - Historia original de Delia González Márquez[4]
- Despertar contigo (2016-2017) con Luis Mariani y Mariana Palos - Historia original de Juan Carlos Pérez y Adriana Suárez[5]
- Like (2018) con Luis Mariani y Mariana Palos - Historia original de Pedro Muñoz[6]

### Series
- RBD, la familia (2007) con Pedro Armando Rodríguez y Alejandra Romero Meza

### Nuevas versiones por ella misma
- Niña de mi corazón (2010) con Pedro Armando Rodríguez y Alejandra Romero Meza; Nueva versión de Mi pequeña traviesa

## Premios y nominaciones
| Año  | Telenovela                        | Premiación                    | Categoría                   | Resultado |
| ---- | --------------------------------- | ----------------------------- | --------------------------- | --------- |
| 2019 | Like la leyenda                   | Premios TVyNovelas            | Mejor guion y adaptación    | Nominada  |
| 2016 | Muchacha italiana viene a casarse | Premios TVyNovelas            | Mejor historia y adaptación | Nominada  |
| 2015 | Muchacha italiana viene a casarse | Kid Choice Awards México      | Serie y programa favorito   | Nominados |
| 2013 | Miss XV                           | Premios TVyNovelas            | Mejor Serie                 | Nominados |
| 2012 | Miss XV                           | Kids' Choice Awards Argentina | Programa de TV favorito     | Nominados |
| 2012 | Miss XV                           | Kid Choice Awards México      | Programa favorito           | Ganadores |
| 2001 | Primer amor a mil por hora        | Premios Eres                  | Programa favorito           | Ganadores |